# إدوارد تاتوم
إدوارد لوري تاتوم (بالإنجليزية: Edward Lawrie Tatum)‏ ـ (14 ديسمبر 1909 ـ 5 نوفمبر 1975) عالم وراثة أمريكي، حصل على جائزة نوبل في الطب لعام 1958 مشاركة مع مواطنيه جورج بيدل وجوشوا ليدربرغ وذلك لاكتشافه مع بيدل أن المورثات (الجينات) تنظم خطوات عملية الأيض.
ولد تاتوم في بولدر بولاية كولورادو الأمريكية، ودرس بجامعة شيكاغو ثم حصل على درجة الدكتوراه في الكيمياء الحيوية من جامعة ويسكونسن-ماديسون سنة 1934. وفي سنة 1937 بدأ تاتوم العمل بجامعة ستانفورد، حيث بدأ تعاونه البحثي مع بيدل. وفي سنة 1945 انتقل تاتوم إلى جامعة ييل، حيث أشرف على ليدربرغ، قبل أن يعود ثانية إلى ستانفورد سنة 1948 ثم يلتحق بالعمل في معهد روكفلر سنة 1957.
توصل تاتوم وبيدل، إلى أن التغييرات التي تسببها الأشعة السينية والعمليات الكيميائية البيولوجية تنتقل إلى الأجيال اللاحقة.

## وفاته
توفي تاتوم في مدينة نيويورك في 5 نوفمبر 1975 من جراء قصور في القلب أصابه نتيجة نفاخ رئوي مزمن؛ حيث كان تاتوم مدخناً شرهاً.

## روابط خارجية
- إدوارد تاتوم على موقع الموسوعة البريطانية (الإنجليزية)
- إدوارد تاتوم على موقع مونزينجر (الألمانية)
- إدوارد تاتوم على موقع إن إن دي بي (الإنجليزية)